# Fontenois-la-Ville
 Fontenois-la-Ville  es una población y comuna francesa, situada en la región de Franco Condado, departamento de Alto Saona, en el distrito de Lure y cantón de Vauvillers.

## Demografía
| 165 | 155 | 141 | 151 | 179 | 172 |
| Para los censos de 1962 a 1999 la población legal corresponde a la población sin duplicidades (Fuente: INSEE [Consultar]) |     |     |     |     |     |